# Орляк
Орля́к (болг. Орляк) — село в Добрицькій області Болгарії. Входить до складу общини Тервел.

## Населення
За даними перепису населення 2011 року у селі проживали 1749 осіб.
Національний склад населення села:
| Національність   | Кількість осіб | Відсоток |
| ---------------- | -------------- | -------- |
| цигани           | 702            | 46,1%    |
| турки            | 691            | 45,3%    |
| болгари          | 106            | 7,0%     |
| інша             | 0              | 0%       |
| не визначились   | 25             | 1,6%     |
| Всього відповіли | 1524           |          |

Розподіл населення за віком у 2011 році:
Динаміка населення: